# River Forest, Illinois
River Forest är en ort (village) i Cook County, i delstaten Illinois, USA. Enligt United States Census Bureau har orten en folkmängd på 11 219 invånare (2011) och en landarea på 6,4 km².